# 狮山隧道
狮山隧道（英語：Shishan Tunnel）是广东省江門市黃茅海跨海通道上的其中一条分离式隧道，也是通道中最短的一条。位于粵港澳大湾区西岸赤溪鎮南村塘水庫南面、豬乸潭水庫北面。
設計为双向六车道，左右車道于2022年贯通，于2024年年底通車。属于高速公路隧道。

## 历史
2022年5月10日，隧道掘进1399.4米（左右线）。
2022年8月8日17时，左右线顺利貫通。
2024年12月，建成通车。

## 相关
- 象山隧道